# Eitensheim
Eitensheim è un comune tedesco di 3 042 abitanti, situato nel Land della Baviera.